# Maureen Tucker
Maureen Ann "Moe" Tucker (Nueva York; 26 de agosto de 1944) es una compositora, instrumentista y cantante estadounidense, conocida sobre todo por su faceta como baterista de la banda de rock The Velvet Underground.

## Carrera

### The Velvet Underground
Maureen Tucker nació en el barrio de Jackson Heights, en el distrito de Queens (Nueva York), y empezó a tocar la batería los 19 años. Cuando fue invitada a unirse a Velvet Underground, Tucker había abandonado el Ithaca College y estaba trabajando para IBM manejando una perforadora de tarjetas. El percusionista original de la banda, Angus Maclise, se había ido en noviembre de 1965 porque sentía que la banda se había vendido cuando empezaron a cobrar por sus conciertos. Tucker fue tomada en cuenta porque el guitarrista Sterling Morrison la recordaba por ser hermana menor de uno de sus amigos de la universidad que tocaba la batería. Ella llamaba frecuentemente la atención por su manera de tocar la batería ya que lo hacía de pie y no sentada como la gran parte de bateristas.
Su forma de tocar no era convencional. En vez de estar sentada, tocaba de pie (para facilitar el acceso al bombo), utilizando un kit de tambor simplificado de timbales, un tambor y un bombo vuelto hacia arriba, tocando con mazos en lugar de baquetas. Ella rara vez utilizaba platillos; alegaba que, puesto que el propósito de un baterista era simplemente "mantener el tempo", los platillos eran innecesarios para tal fin y ahogaban a los otros instrumentos.
Además de ser la baterista, Tucker cantó como voz principal en tres canciones de Velvet Underground: el tema de guitarra acústica "After Hours" y el extraño poema musicalizado "The Murder Mystery", ambos del álbum The Velvet Underground (1969), así como "I'm Sticking with You", una canción grabada en 1969 aunque oficialmente inédita hasta 1985 en la recopilación de descartes (outtakes) VU. Lou Reed dijo de "After Hours" que era tan "pura e inocente" que no podía cantarla él. En los primeros tiempos, Tucker también tocaba de vez en cuando el bajo en sus primeros bolos en directo, instrumento que generalmente tocaba el bajista habitual de la banda, John Cale, pero Morrison normalmente tocaba el bajo si Cale estaba ocupado con la viola o los teclados, a pesar de su falta de entusiasmo por el instrumento. [6] Sin embargo, en algunas canciones Reed y Morrison tocaban sus guitarras habituales y Cale se ocupaba de la viola o los teclados y, como resultado, no había nadie en el bajo - dos ejemplos de esto son la "Heroin" y "Sister Ray".
Tucker, embarazada de su primer hijo a principios de 1970 cuando la banda grababa su cuarto álbum Loaded, no pudo participar en la grabación de todos los temas del álbum, el último con Lou Reed en la formación. Billy Yule, el hermano menor del bajista Doug Yule (sustituto de John Cale, que había abandonado el grupo en 1968), la sustituyó en las actuaciones en directo programadas para ese mismo verano en el club neoyorquino Max's Kansas City y en algunas canciones del álbum.

### Décadas de 1970 y 1980
Tucker regresó a la banda a finales de 1970, momento en que Reed ya había dejado el grupo y Doug Yule había asumido el liderazgo. Recorrió América del norte (Estados Unidos, Canadá) y Europa (Reino Unido y Países Bajos) con la banda durante 1970 y 1971ː poco después, dejó la banda y el negocio de la música en conjunto para formar una familia.
Tucker se mudó a Phoenix, Arizona en 1971, donde vivió con su marido e hijos. Mientras vivía en Phoenix, fue baterista en la efímera banda Paris 1942 con Alan Bishop, ex Sun City Girls. A principios de los 80, se divorció y se mudó a Douglas Georgia, donde fue contratada en un centro de distribución Wal-Mart. Dejó el trabajo en 1989 cuando se le pidió salir de gira con la banda Half Japanese por Europa.

### Década de 1990: Álbumes solistas y reunión de Velvet Underground
Tucker empezó a grabar y salir de gira nuevamente, lanzado una serie de álbumes en pequeñas, discográficas independientes que muestran su forma de cantar y tocar la guitarra, al frente de su propia banda. Esta banda incluía a su excompañero de Velvet Underground, Sterling Morrison. Tucker además participó en la reunión de Velvet Underground en 1992-93, de gira en Europa y lanzando el álbum doble Live MCMXCIII.
Además de la publicación de sus propios discos, Tucker ha realizado actuaciones como invitado en una serie de grabaciones de otros artistas, incluyendo la producción Fire in the Sky (1993) de Half Japanese, cuyo guitarrista, John Sluggett, toca la batería en las grabaciones de Tucker. En el documental de Jeff Feuerzeig sobre Half Japanese, The Band That Would Be King, Tucker actúa y es extensamente entrevistada. Además, ha aparecido con Magnet y con exmiembros de la banda Velvet Underground, Lou Reed (New York) y John Cale (Walking on Locusts).
Tucker también tocó la batería y produjo el álbum The Lives of Charles Douglas del roquero indie y novelista Charles Douglas (también conocido como Alex McAulay) en 1999.
Tucker tocó el bajo, la batería, escribió canciones y cantó con "The New York/Memphis punk rock–delta blues fusion group", The Kropotkins con Lorette Velvette y Dave Soldier entre 1999–2003, y grabaron "Five Points Crawl".

## Vida personal
Moe Tucker se casó a principios de los 70, y se divorció a principios de los 80. Tuvo cinco hijos: Kerry, Keith, Austen, Kate, y Richard. Tucker vive en Douglas, Georgia, en donde ha formado su familia. En una entrevista de 2010, dijo que había dejado de hacer música o escribir canciones algunos años atrás, y señaló: "Ya no tengo tiempo para eso. Me ocupo de mi nieto de ocho años y es un trabajo a tiempo completo". 
En abril de 2009, en una breve entrevista "a pie de calle" para el equipo de noticias de NBC WALB durante un mitin del Tea Party en Tifton, Georgia, expresó su apoyo al movimiento del Tea Party y declarando que estaba "furiosa por la forma en que estamos siendo conducidos hacia el socialismo ". En octubre de 2010, el periódico inglés The Guardian  descubrió una página personal de Maureen Tucker en la página oficial de Los patriotas del Tea Party, en la que se afirmaba: "He llegado a creer (no sólo a preguntarme) que el plan de Obama es destruir América desde dentro y en la que se anima a los lectores a enviar "una carta / tarjeta postal" a la Casa Blanca dirigida al 'Rey Obama'".
Tucker explicó sus puntos de vista políticos más tarde en el periódico Riverfront Times, diciendo: "para ser honesta, no prestaba atención a qué demonios estaba pasando. Mi voto demócrata era el resultado de eso. Mi filosofía era y es que todos los políticos son mentirosos, vagos y tramposos". En la entrevista, ella se mantuvo firme sobre la necesidad de cambiar la administración de Obama.

## Discografía

### Solista

#### Álbumes
- Playin' Possum (1981)
- Life in Exile After Abdication (1989)
- I Spent a Week There the Other Night (1991)
- Oh No, They're Recording This Show (en vivo, 1992)
- Dogs Under Stress (1994)
- Waiting for My Men (recopilación, 1998)
- Moe Rocks Terrastock (en vivo, 2002)
- I Feel So Far Away: Anthology 1974–1998 (recopilación, 2012)[7]

#### EPs
- Another View (1985)
- Moejadkatebarry (1987)
- GRL-GRUP (1997)

#### Sencillos
- "Modern Pop Classics" (1980)
- "Around and Around" (Chuck Berry) / "Will You Love Me Tomorrow?" (1981)
- "Hey Mersh!" (1989)
- "Too Shy" (1991)
- "I'm Sticking with You" / "After Hours" (2002)

### Con The Velvet Underground

#### Álbumes de estudio
- The Velvet Underground & Nico (1967)
- White Light/White Heat (1968)
- The Velvet Underground (1969)

#### Álbumes en vivo
- 1969: The Velvet Underground Live (1974 [Grabado en 1969])
- Live MCMXCIII (1993)
- Final V.U. 1971–1973 (live box set, 2001 [Grabado en 1971–1973])
- Bootleg Series Volume 1: The Quine Tapes (2001 [Grabado en 1969])

#### Recopilaciones
- VU (recopilación de outtakes, 1985 [Grabado en 1968–1969])
- Another View (recopilación de outtakes, 1986 [Grabado en 1967–1969])
- Peel Slowly and See (box set, 1995 [Grabado en 1965–1970])
- Loaded (Fully Loaded Edition) (1997 [Grabado en 1969–1970])†

†  Aunque Tucker no apareció en la versión original de 1970 de Loaded, una reedición doble de 1997 por Rhino Records subtitulado edición Fully Loaded incluye dos demos de 1969/1970, "I Found a Reason" y otra versión de "I'm Sticking with You", que cuentan con batería y voz de Maureen, respectivamente.

### Con Charles Douglas (aka Alex McAulay)
- Charles Douglas – "The Lives of Charles Douglas" (1999)

### Con The Kropotkins
- Five Points Crawl (2000)

### Con Lou Reed
- New York (1989)

### Con Half Japanese
- Fire in the Sky (1990)

### Con Charlie Pickett
- Route 33 (1986)

### Con Shotgun Rationale
- Who Do They Think They Are? (1992)
- Roller Coaster (1993)

### Con Bloodkin
- "Out Of State Plates" (1999)

### Con John Cale
- Antártida (1995)
- Walking on Locusts (1996)
- Eat/Kiss: Music for the Films by Andy Warhol (1997)

### Con The Raveonettes
- Pretty in Black (2005)